# 約翰·圖恩
约翰·伦道夫·图恩（英語：John Randolph Thune；1961年1月7日—）是一位美国共和黨籍政治人物，現任參議院多數黨領袖，自2005年起任南达科他州的聯邦參議員。此前，他是1997年到2003年美國眾議院南達科他州單一國會選區的眾議員。

## 早年
圖恩出生於南达科他州皮尔，是伊馮·帕特里夏（娘家姓博丁）和哈羅德·理查德·圖恩的兒子。哈羅德‧圖恩（Harold Thune）是二戰期間太平洋戰區的無畏號航空母艦戰鬥機飛行員，駕駛F6F地獄貓戰鬥機；他在擊落四架敵機後被授予傑出飞行优异十字勋章。圖恩的祖父尼古拉斯·圖恩（Nicholas Thune）是一位來自挪威的移民，他與兄弟合作在南達科他州米切爾和默多開設了「圖恩五金店」。圖恩的外祖父來自加拿大安大略省，他的母親出生在薩斯喀徹溫省。
圖恩在高中時是一名明星運動員，活躍於籃球、田徑和足球領域。他於1979年畢業於瓊斯縣高中（Jones County High School）。他在加州拜歐拉大學打大學籃球，並於1983年畢業並獲得商業文學學士學位。圖恩於1984年獲得南達科他大學工商管理碩士學位。
完成MBA學位後，圖恩開始涉足政壇。1985年至1987年，他擔任美國參議員詹姆斯·阿布德諾的立法助理。1989年，圖恩搬到皮埃爾，擔任南達科他州共和黨執行董事兩年。圖恩被喬治·S·米克爾森州長任命為南達科他州鐵路總監，任期為1991年至1993年。

## 政治生涯

### 聯邦眾議員
圖恩於1996年參加南達科他州單一國會選區的眾議院席位競選，開始了他的政治生涯。 《美國政治年鑑》稱，圖恩「在1996 年競選時處於劣勢。」 他在共和黨初選中的對手是來自拉皮德城的副州長卡羅爾·希拉德，後者受益於長期擔任南達科他州長比爾·揚克洛的支持。 1996年5月的一項民調顯示，希拉德以69%-15%的優勢領先圖恩。憑藉強大的個人能力和老朋友的幫助，圖恩贏得了初選，以59%-41%的優勢擊敗希拉德。在大選中，圖恩以58%-37%擊敗了民主黨候選人。圖恩以大幅優勢連任隨後的眾議院選舉。

### 聯邦參議員
2002年，在短暫考慮競選州長後，圖恩將目光投向了參議院，僅以524票（0.15%）之差落敗予民主黨參議員提姆·約翰遜。他在2004年成功當選，並一直連任至今。
2006年12月6日，圖恩被參議院共和黨黨鞭特倫特·洛特選為共和黨首席副黨鞭。在短暫擔任參議院共和黨會議副主席後，圖恩於2009年6月成為參議院共和黨政策委員會主席 。該職位在參議院排名第四。
2009年3月，圖恩是投票反對一項程序性舉措的14名參議員之一，該舉措實質上保證了國民服役部隊的大幅擴張。國會預算辦公室估計，該法案在 2010年財政年度將花費至少4.18億美元，從2010年到2014年將花費57 美元。圖恩在2011年被選為參議院共和黨會議主席，2012年1月就職。會議主席在參議院中排名第三。2011年底，《米切爾共和國日報》寫道：「圖恩晉升至第三位，使他成為南達科他州歷史上最高級別的共和黨參議員。圖恩從2009年至今一直擔任共和黨政策委員會主席，並在2008年至2009年擔任參議院共和黨會議副主席，2006年至2008年擔任共和黨首席副鞭。」
2018年6月，圖恩呼籲特別檢察官羅伯特·穆勒「開始結束」對俄羅斯干預2016年總統選舉的調查 。圖恩是南達科他州的美國資深參議員。參議院共和黨會議選他為第116屆國會多數黨黨鞭，接替任期有限的約翰·康寧。他在第117屆國會中擔任少數黨黨鞭，並繼續在第118屆國會中擔任少數黨黨鞭。

#### 參議院多數黨領袖
共和黨在2024年美國參議院選舉中重新奪得參議院的多數議席後，圖恩是爭奪下一任參議院共和党領袖的三名參議員之一，接替即將退任領袖的米奇·麥康奈爾，另外兩名候選人是里克·斯科特和約翰·康寧 ；2024年11月13日，圖恩在不公開的閉門投票中獲勝，成為參議院共和黨領袖。

## 個人生活
圖恩是福音主義基督徒。1984年，他與金伯利·威姆斯（Kimberley Weems）結婚 。圖恩家族有兩個女兒和五個孫子。
圖恩身體活躍，經常參加跑步比賽。2012年《跑者世界》雜誌的一篇專題文章稱圖恩為「2009年以來國會中跑得最快的人」。
圖恩是冥河合唱團、旅行者合唱團、波士頓樂團和杜比兄弟樂團的粉絲。

## 延伸閱讀
- Background and collected news at The Washington Post
- 美國國會國家人物傳記大辭典中的傳記
- 由華盛頓郵報維護的投票記錄
- 智慧投票计划中的傳記、投票紀錄及利益集團評級
- Congressional profile at GovTrack
- Congressional profile at OpenCongress
- Issue positions and quotes at On the Issues
- Financial information at OpenSecrets.org
- Staff salaries, trips and personal finance at LegiStorm.com
- 聯邦選舉委員會中的競選財務報告和數據
- Appearances on C-SPAN programs
- 網路電影資料庫上的亮相頁面
- Collected news and commentary at The New York Times
- Works by or about 約翰·圖恩 in libraries (WorldCat catalog)
- Profile at Ballotpedia
- Representative-Elect John Thune (R-SD) （页面存档备份，存于），1996年CNN資料

## 外部連結
- 約翰·圖恩 （页面存档备份，存于）參議院官方網站
- 約翰·圖恩參議員競選網站 （页面存档备份，存于）
- 中的“約翰·圖恩”

| 美国众议院               | 美国众议院                                                          | 美国众议院               |
| ------------------------ | ------------------------------------------------------------------- | ------------------------ |
| 前任者： 蒂姆·約翰遜     | 南達科他州單一國會選區 眾議院議員 1997年－2003年                    | 繼任者： 比爾·詹克洛     |
| 政党职务                 |                                                                     |                          |
| 前任者： 拉里·普雷斯勒   | 美國參議員南達科他州共和黨被提名人 （第2類） 2002年                 | 繼任者： 喬爾·戴克斯特拉 |
| 前任者： 羅恩·施密特     | 美國參議員南達科他州共和黨被提名人 （第3類） 2004年、2010年、2016年 | 最新的                   |
| 前任者： 罗伯特·班尼特   | 参议院共和党首席副鞭 2007年－2009年                                 | 繼任者： 理查·波爾       |
| 前任者： 約翰·康寧       | 參議院共和黨會議副主席 2009年                                       | 繼任者： 麗莎·穆爾科斯基 |
| 前任者： 約翰·恩賽因     | 參議院共和黨政策委員會主席 2009年－2012年                           | 繼任者： 約翰·巴拉索     |
| 前任者： 拉馬爾·亞歷山大 | 參議院共和黨會議主席 2012年－2019年                                 | 繼任者： 約翰·巴拉索     |
| 前任者： 約翰·康寧       | 参议院共和党党鞭 2019年－2025年                                     | 繼任者： 約翰·巴拉索     |
| 前任者： 米奇·麥康諾     | 参议院共和党领袖 2025年－                                           | 現任                     |
| 美国参议院               |                                                                     |                          |
| 前任者： 湯姆·達施勒     | 南達科他州第3類參議員 2005年－ 與蒂姆·約翰遜、邁克·朗茲同時在任     | 現任                     |
| 前任者： 凱·貝利·哈奇森  | 參議院商業委員會副主席 2013年－2015年                               | 繼任者： 比爾·納爾遜     |
| 前任者： 傑伊·洛克斐勒   | 參議院商業委員會主席 2015年－2019年                                 | 繼任者： 羅傑·威克       |
| 前任者： 約翰·康寧       | 参议院多数党党鞭 2019年－2021年                                     | 繼任者： 迪克·德賓       |
| 前任者： 迪克·德賓       | 参议院少数党党鞭 2021年－2025年                                     | 繼任者： 迪克·德賓       |
| 前任者： 查克·舒默       | 参议院多数党领袖 2025年－                                           | 現任                     |
| 美國排位名單             |                                                                     |                          |
| 前任者： 林賽·格雷厄姆   | 美國參議員資歷 第16位                                               | 繼任者： 羅伯特·曼南德茲 |